# Eisenbahnmuseum Ljubljana

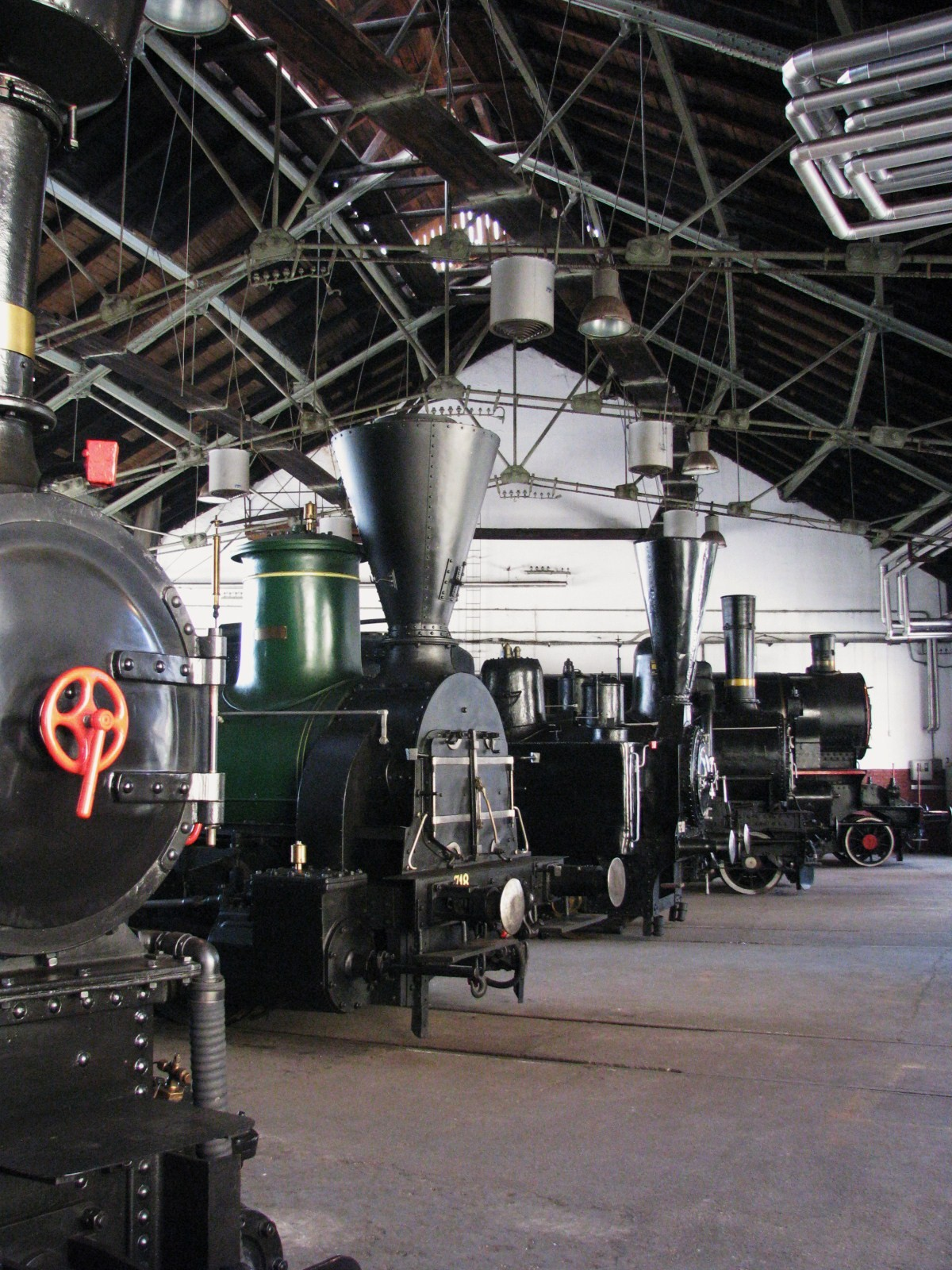
Das Eisenbahnmuseum Ljubljana

Das Eisenbahnmuseum Ljubljana (Železniški muzej Slovenskih železnic) der Slowenischen Eisenbahnen ist das nationale Eisenbahnmuseum Sloweniens. Es liegt nahe dem ehemaligen Bahnhof Ljubljana-Šiška im Stadtbezirk Šiška.

## Geschichte
Die Notwendigkeit, die Geschichte der slowenischen Eisenbahnen zu dokumentieren, wurde in den 1960er Jahren immer klarer, als absehbar wurde, dass sich die Ära der Dampflokomotiven dem Ende zuneigen würde. Anfangs war das Museum im ehemaligen Lokomotivschuppen in Ljubljana-Šiška untergebracht.
1996, zum 150-Jahr-Jubiläum der slowenischen Eisenbahnen, wurden die wichtigsten Ausstellungsstücke der Öffentlichkeit vorgestellt. Zum Leiter des Museums wurde der Eisenbahnhistoriker und Autor Mladen Bogić bestellt.

## Exponate

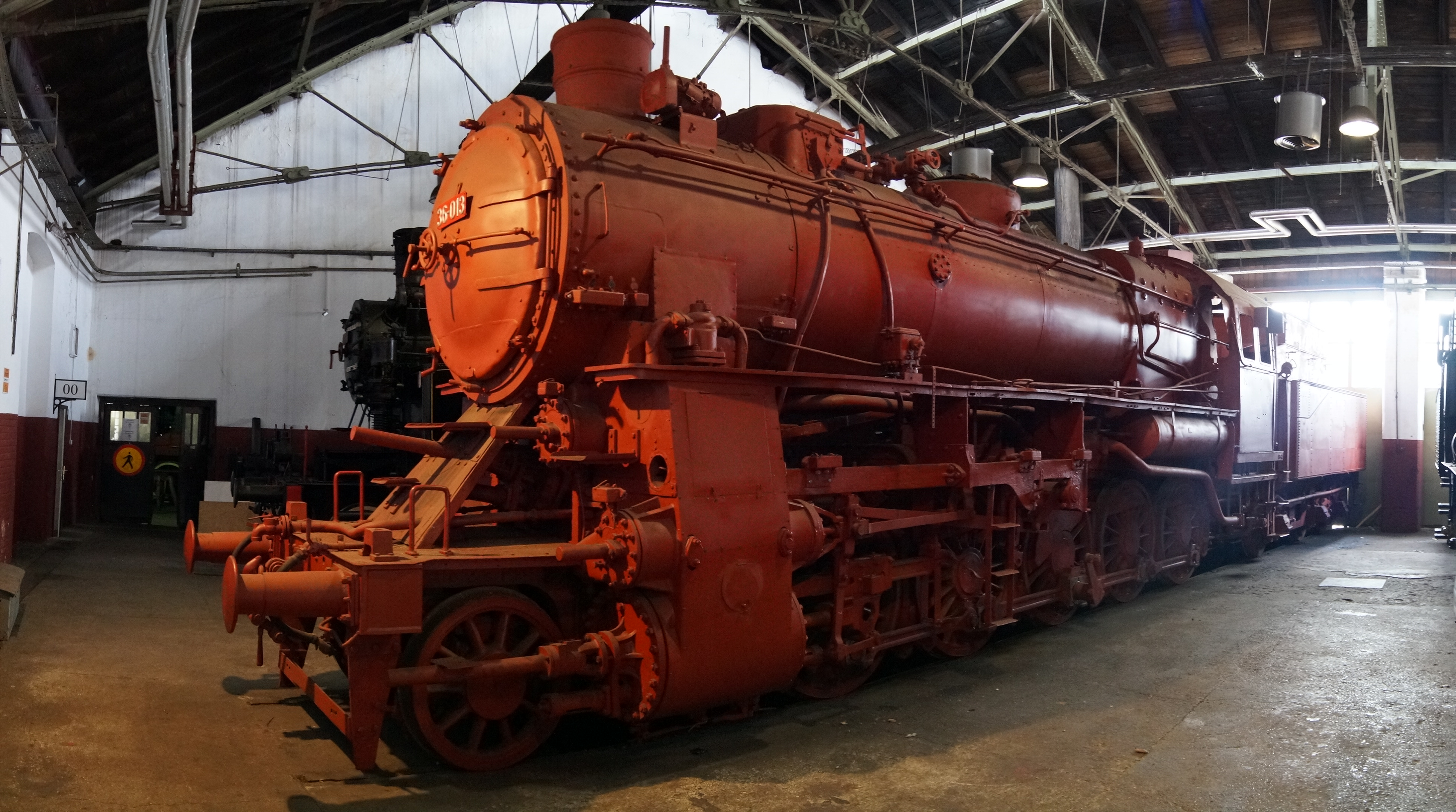
Dampflokomotive 36-013 im Rostschutzanstrich

Die wichtigsten Stücke der Eisenbahn sind ihre Fahrzeuge (auch „Rollmaterial“ genannt), vor allem die Dampflokomotiven. Das Museum zeigt daher 60 Dampflokomotiven und 50 andere Schienenfahrzeuge. Die älteste Lokomotive ist dabei die frühere Südbahn-Lok Nr. 718 der Baureihe 29 (eine Schwesterlok der GKB 671), die im Jahr 1861 gebaut wurde; die kleinste ist Lok K3 ex „Gonobitz“, 1892 für die schmalspurige Lokalbahn Pöltschach–Gonobitz (Poljčane–Slovenske Konjice–Zreče) gebaut (eine Schwesterlok, ursprünglich für die Stainzerbahn gebaut, befindet sich bei der Murtalbahn).
Neben dem Rollmaterial zeigen auch ausgestellte Karten die Entwicklung der slowenischen Eisenbahnen. Uniformen bringen einen Eindruck, wie das Eisenbahnpersonal gekleidet war. Außerdem werden viele kleinere Utensilien aus dem Eisenbahnalltag gezeigt.
Die Sammlung zeigt die für den sicheren Betrieb der Eisenbahn erforderlichen technischen Hilfsmittel, wie Telegraphen, Teleprinter, Telefone, Funkgeräte sowie Stellwerkhebel aus verschiedenen slowenischen Stellwerken. Um 1900 wurden elektromechanische Signalanlagen und Sicherheitseinrichtungen üblich. Später wurden auch die Weichen über elektrisch bediente Fahrstraßen gestellt.  Draisinen waren für die Bahnarbeiter ein zeitsparendes Hilfsmittel, um zu ihren Einsatzorten zu gelangen. Historische Einrichtungen zum Thermitschweißen sowie eine Sammlung verschiedener Schwellen aus Holz, Beton und Stahl ergänzen die Sammlung.

## Fotos

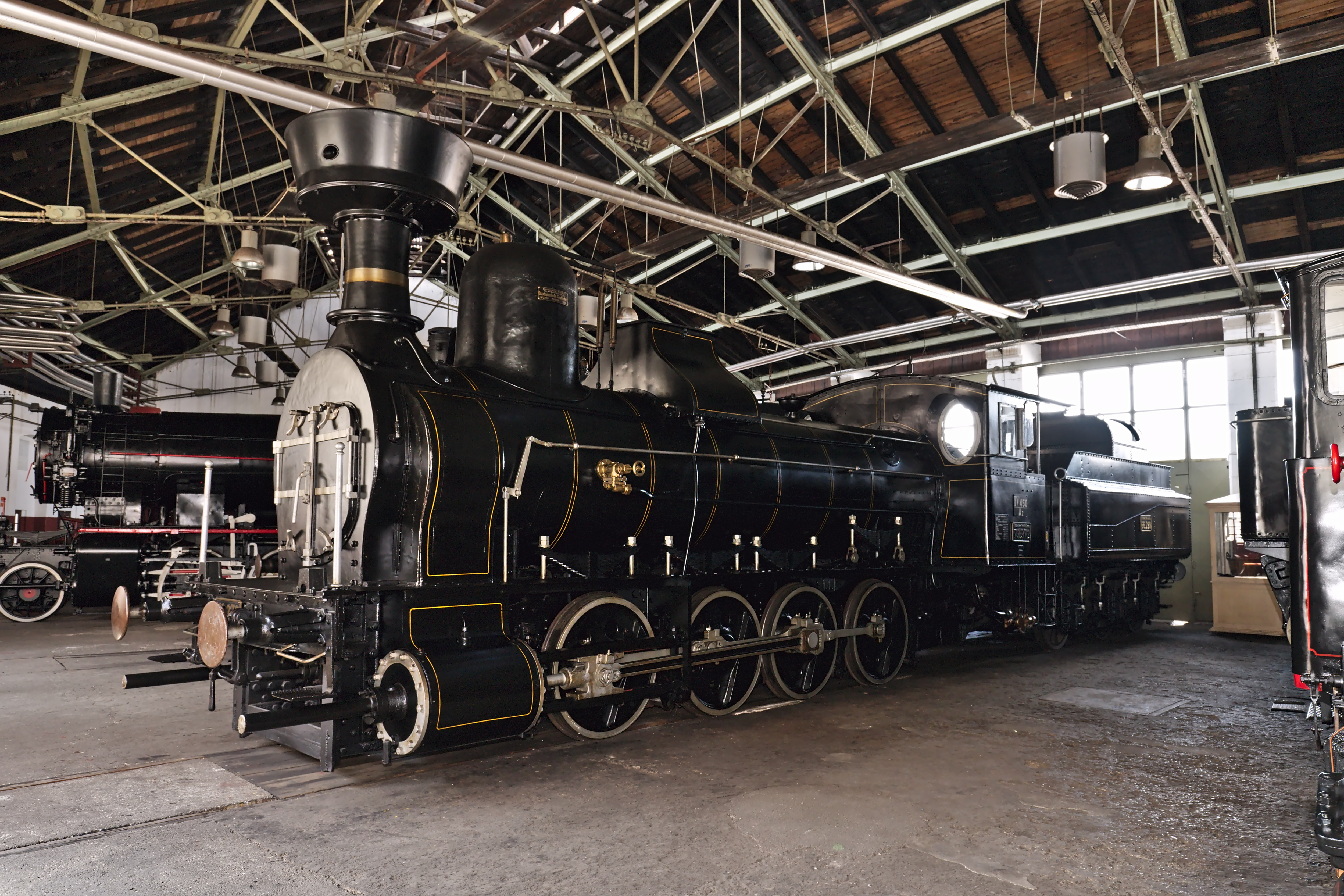
kkStB-Dampflok 73.372
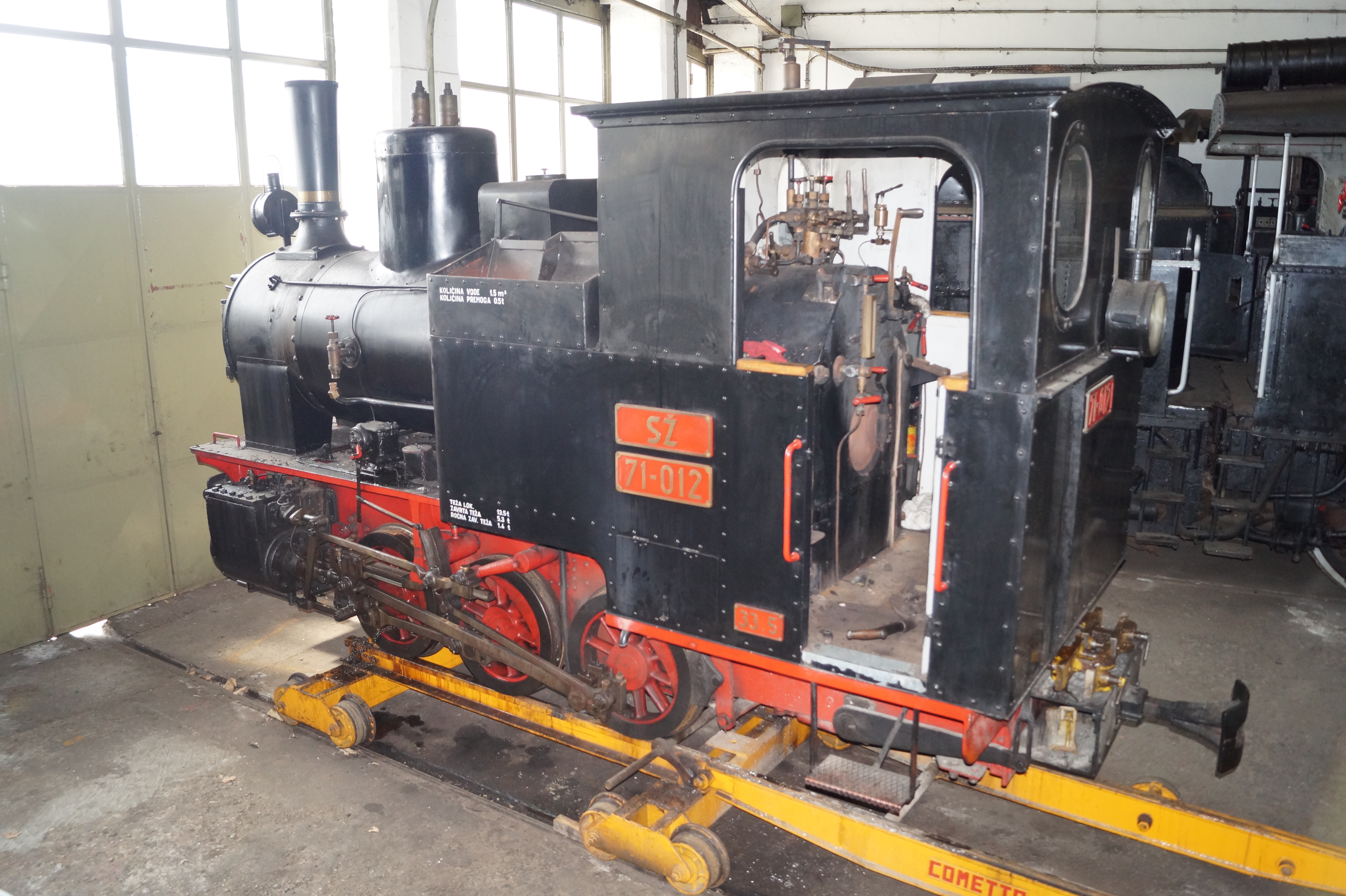
Schmalspur-Dampflok 71-012
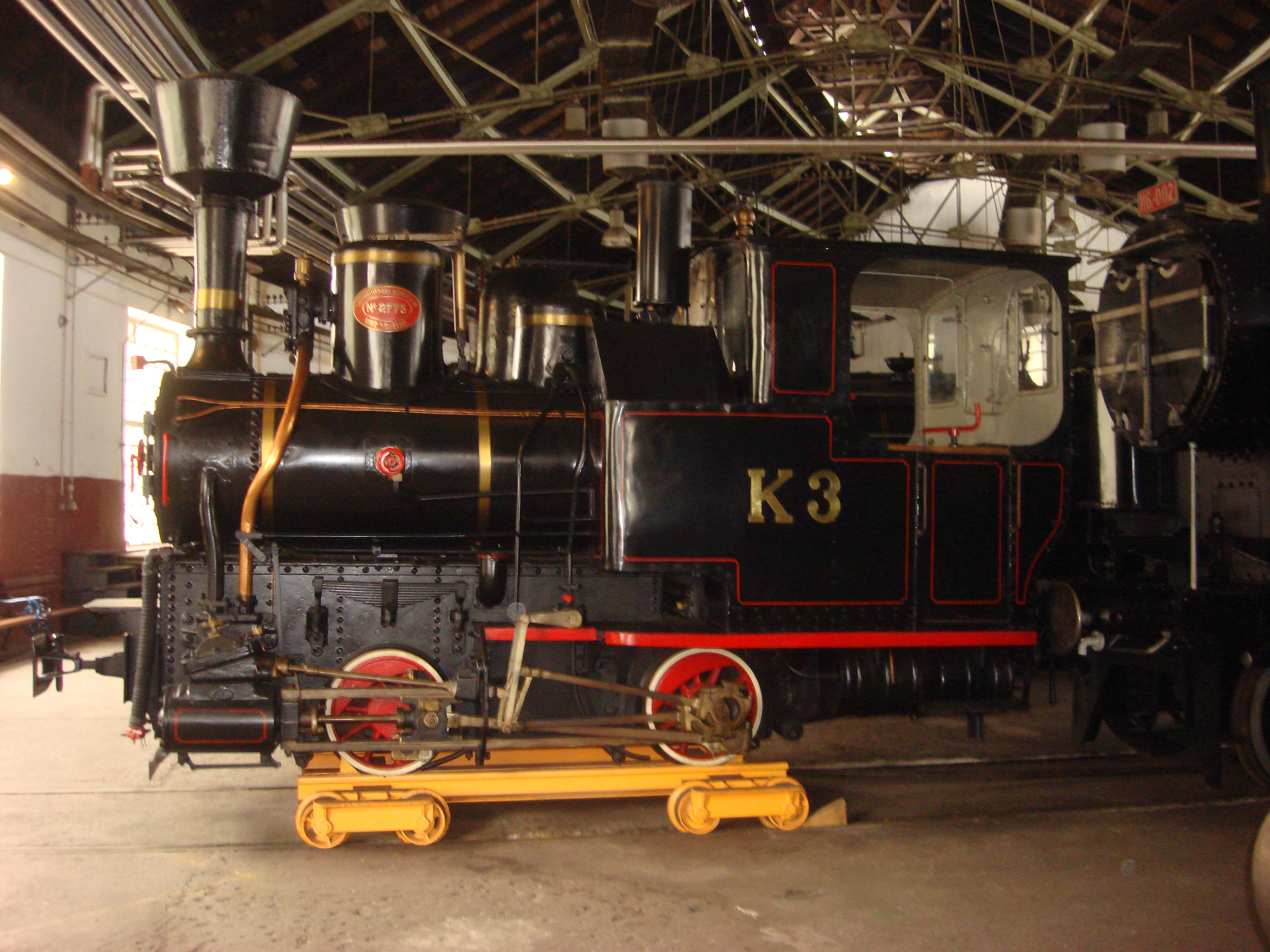
K3 (Krauss Nr. 2775)
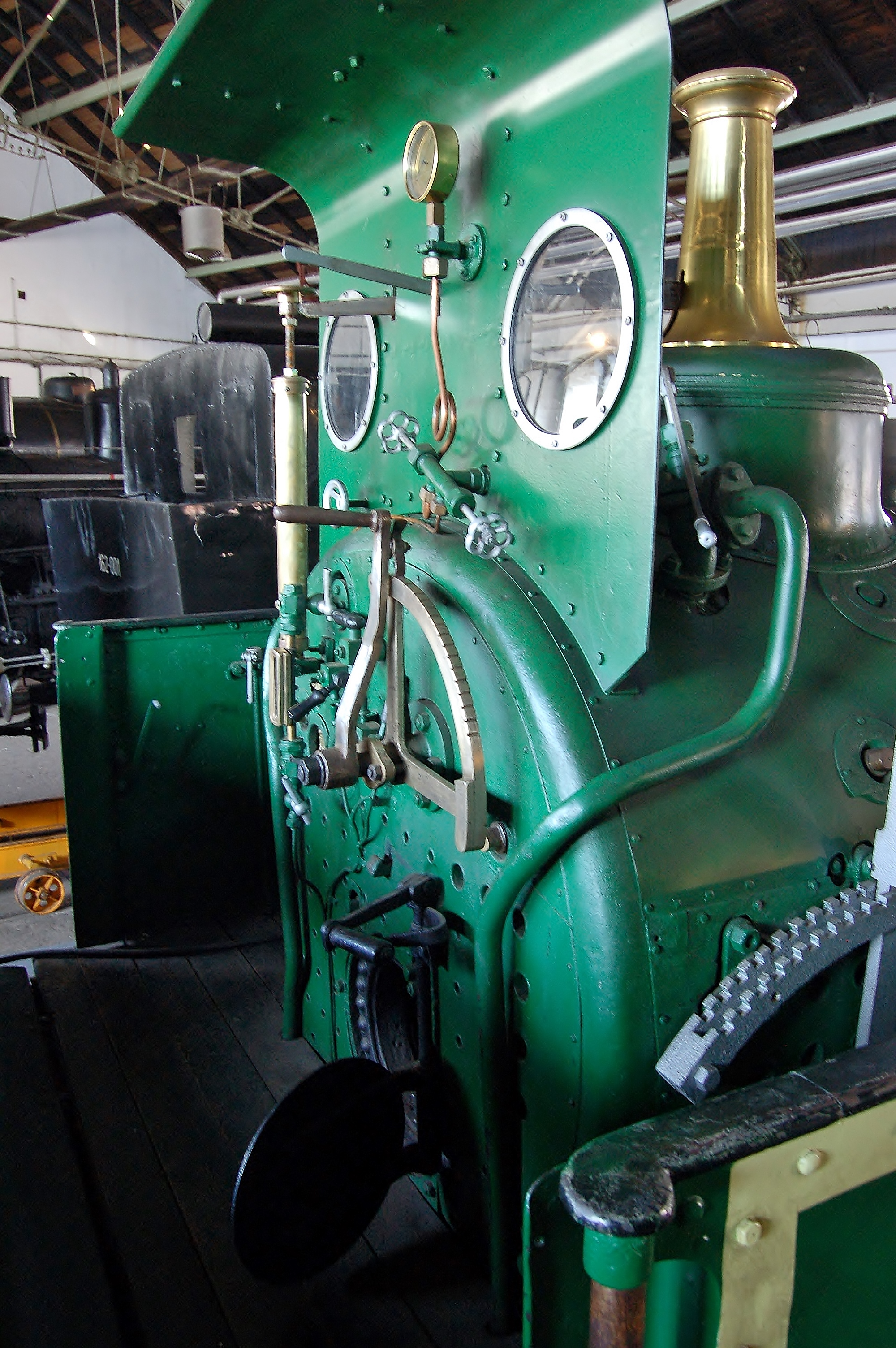
Führerstand der Dampflok 29.718 von 1861
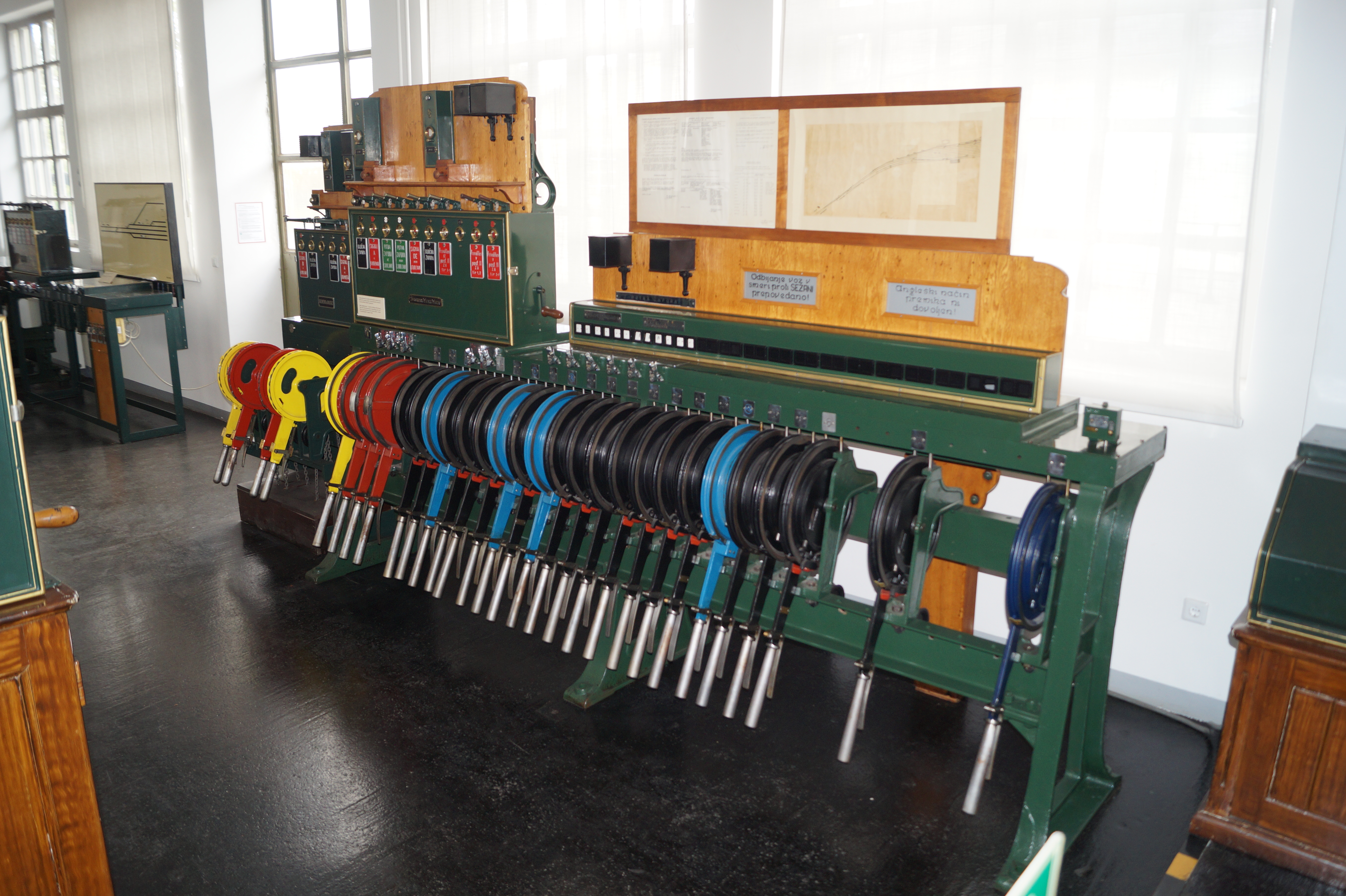
Stellwerk
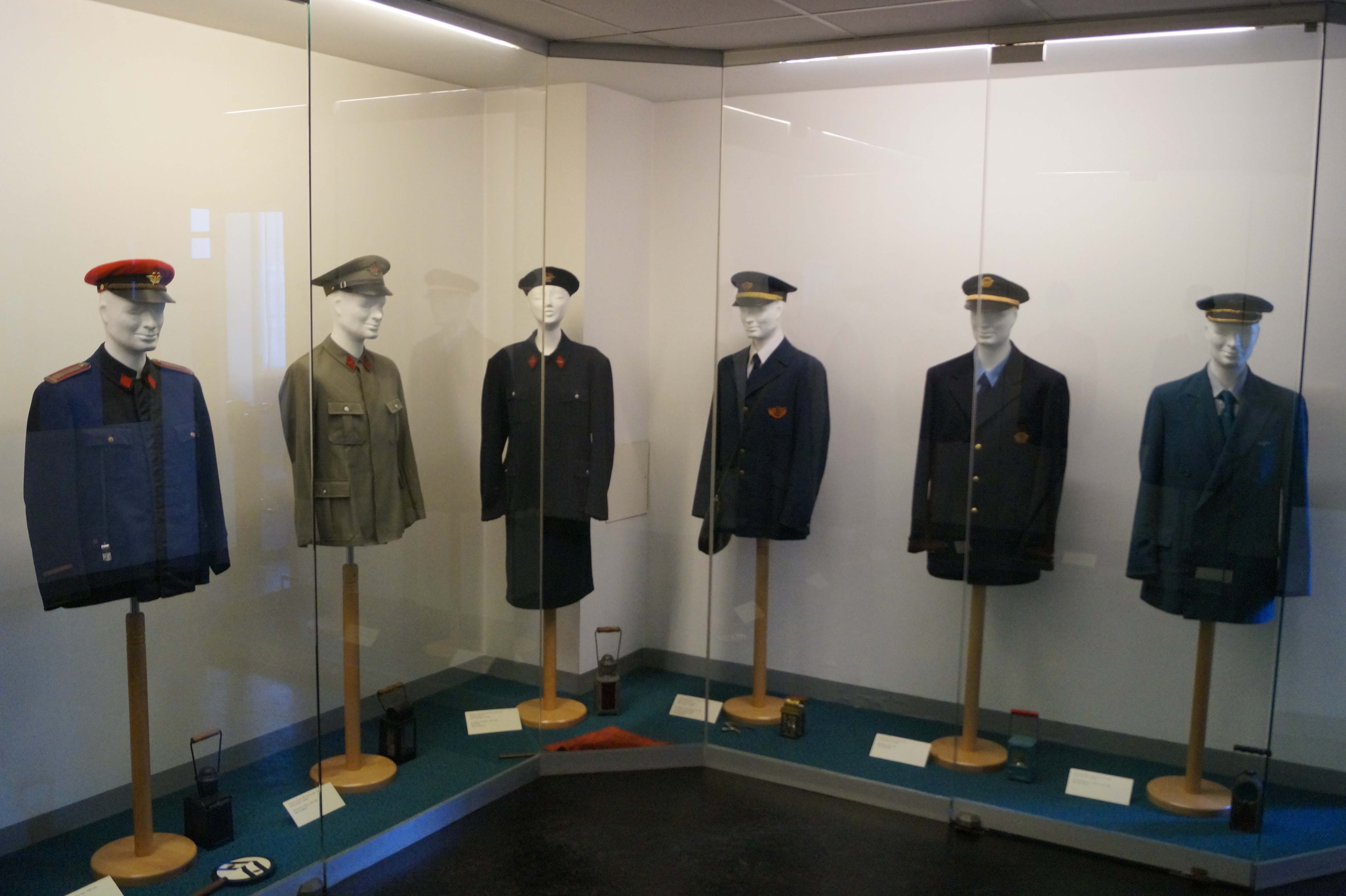
Uniformen
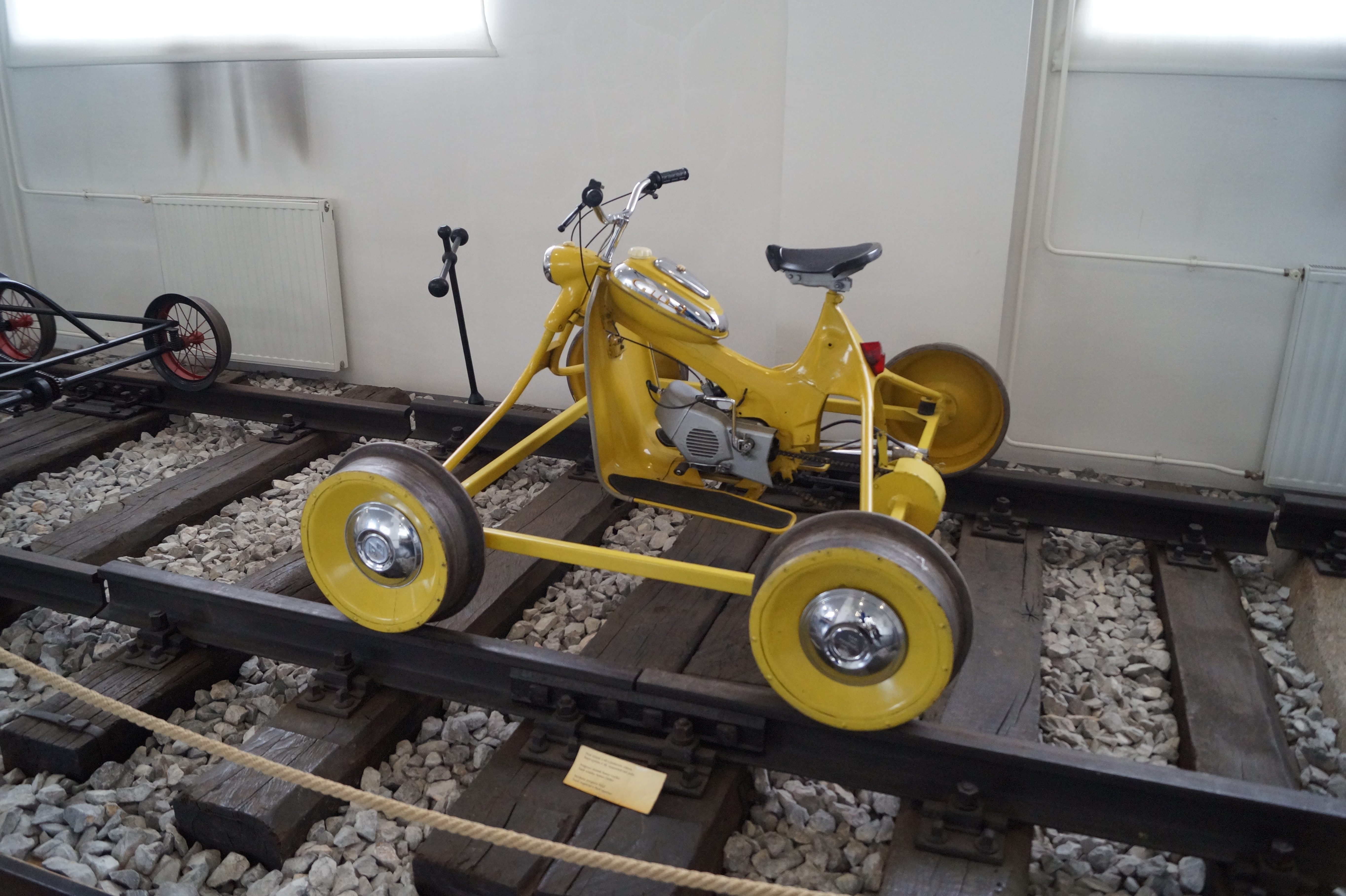
Draisine
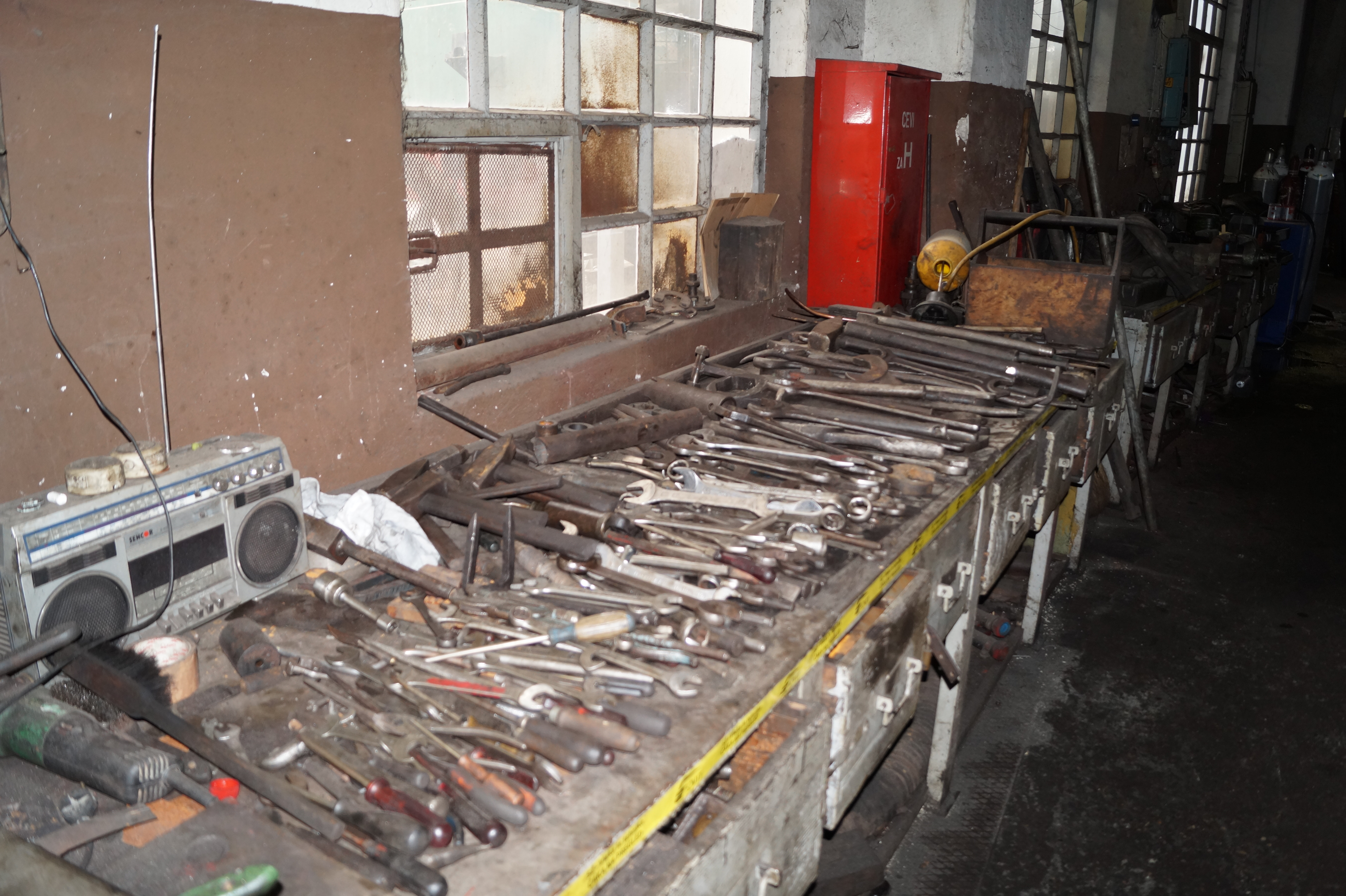
Lokomotivwerkstatt (nicht zugänglich)
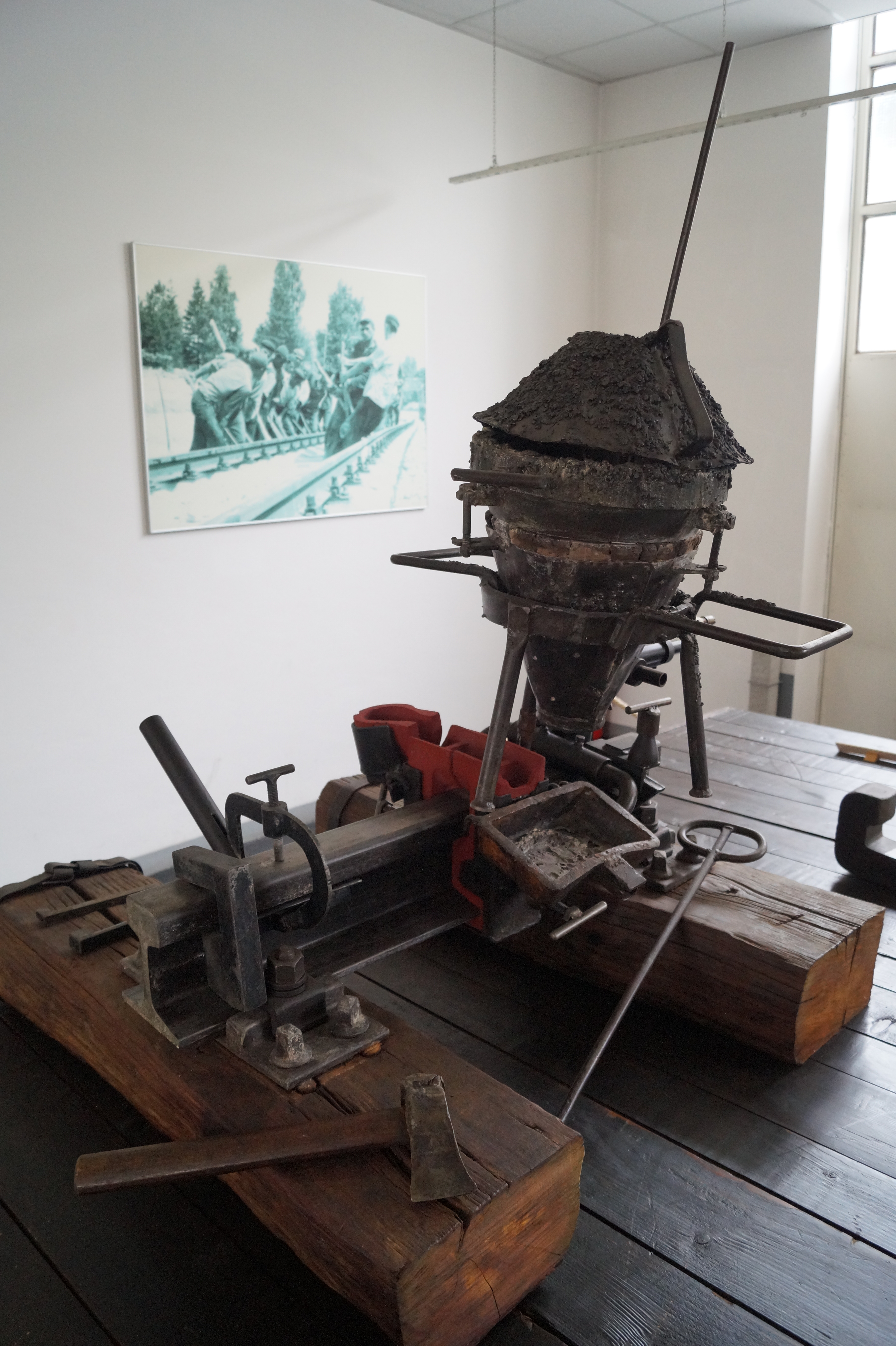
Thermitschweißanlage
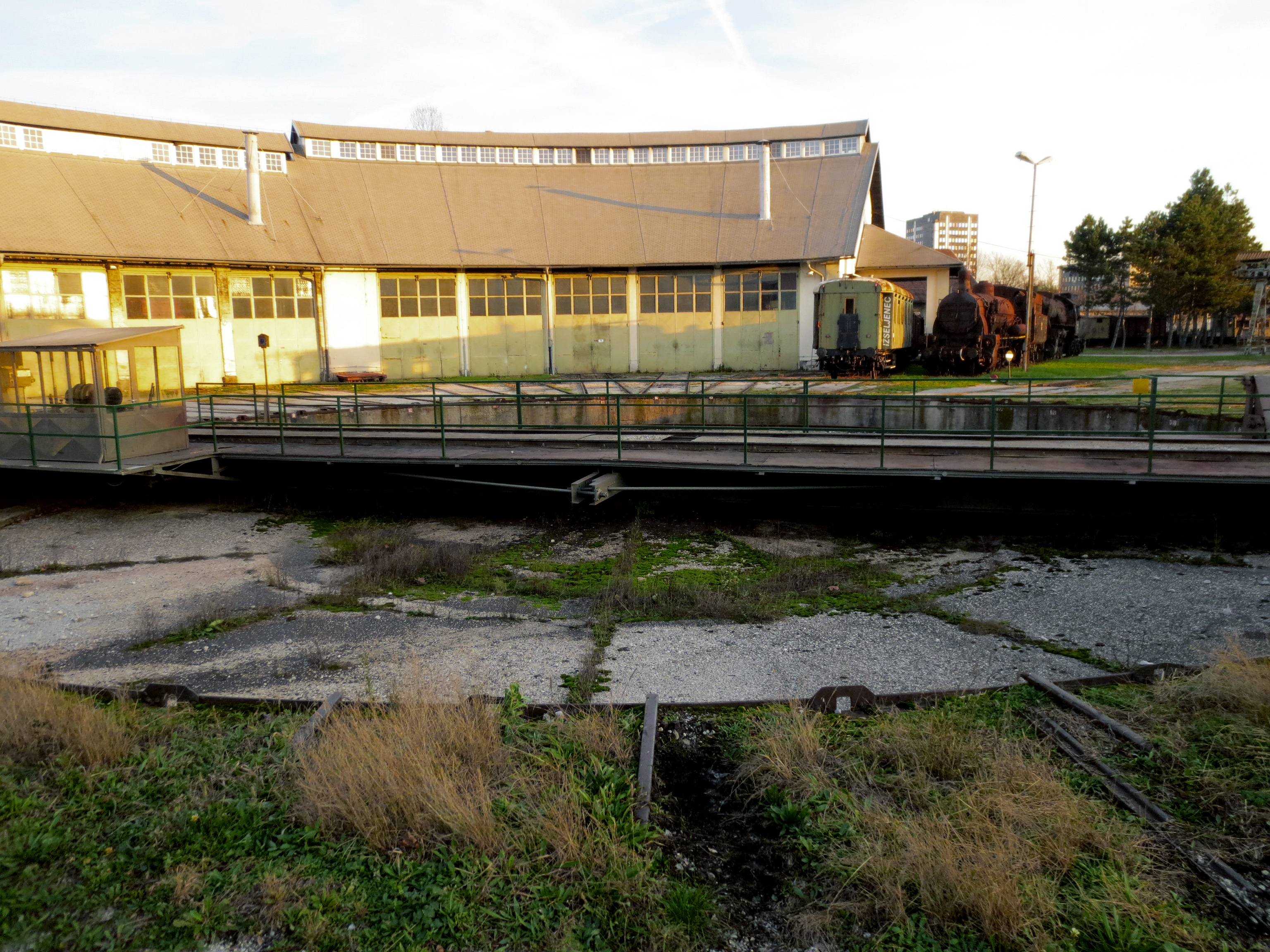
Drehscheibe am Ringlokschuppen
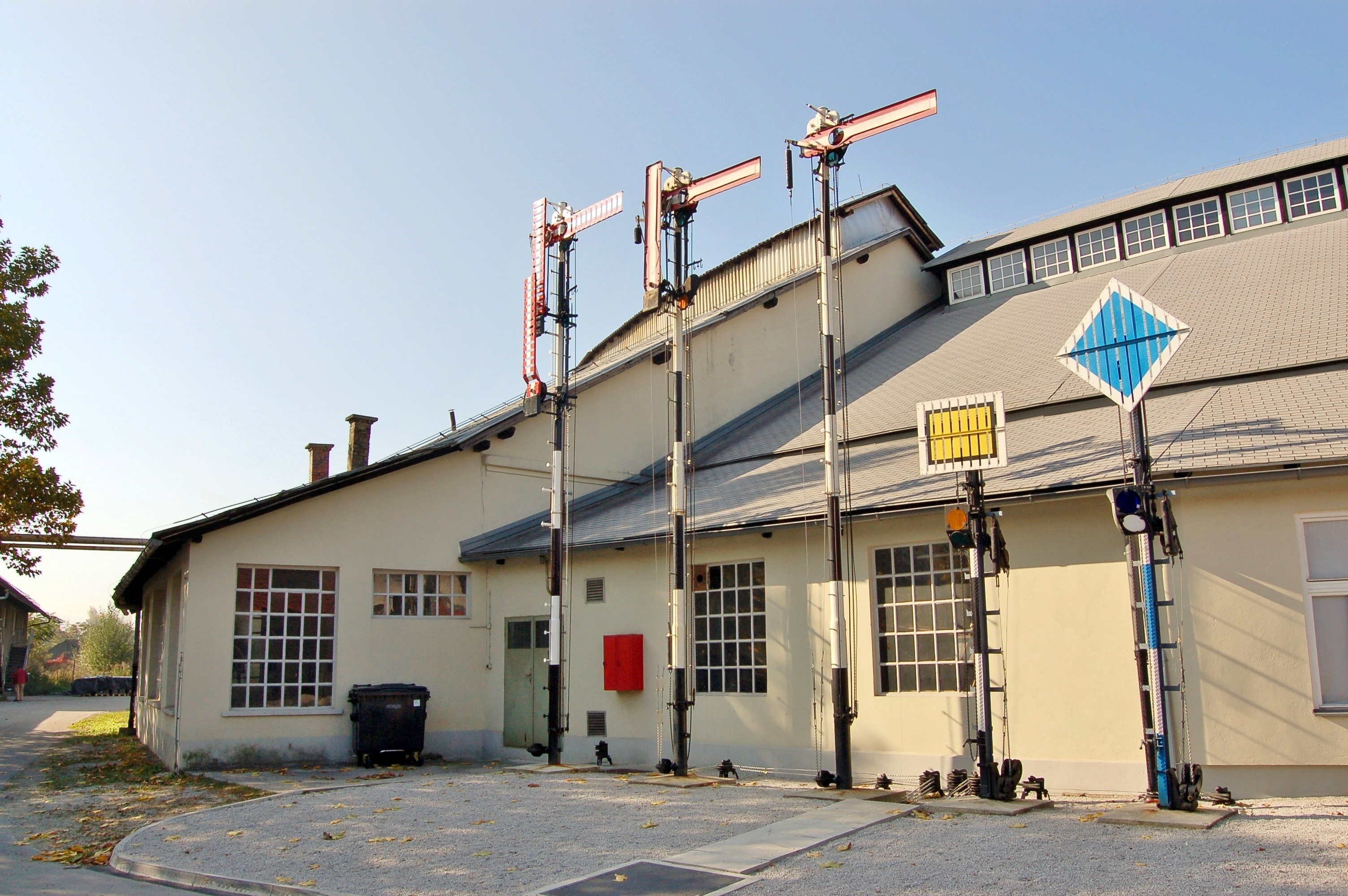
Signale im Freigelände
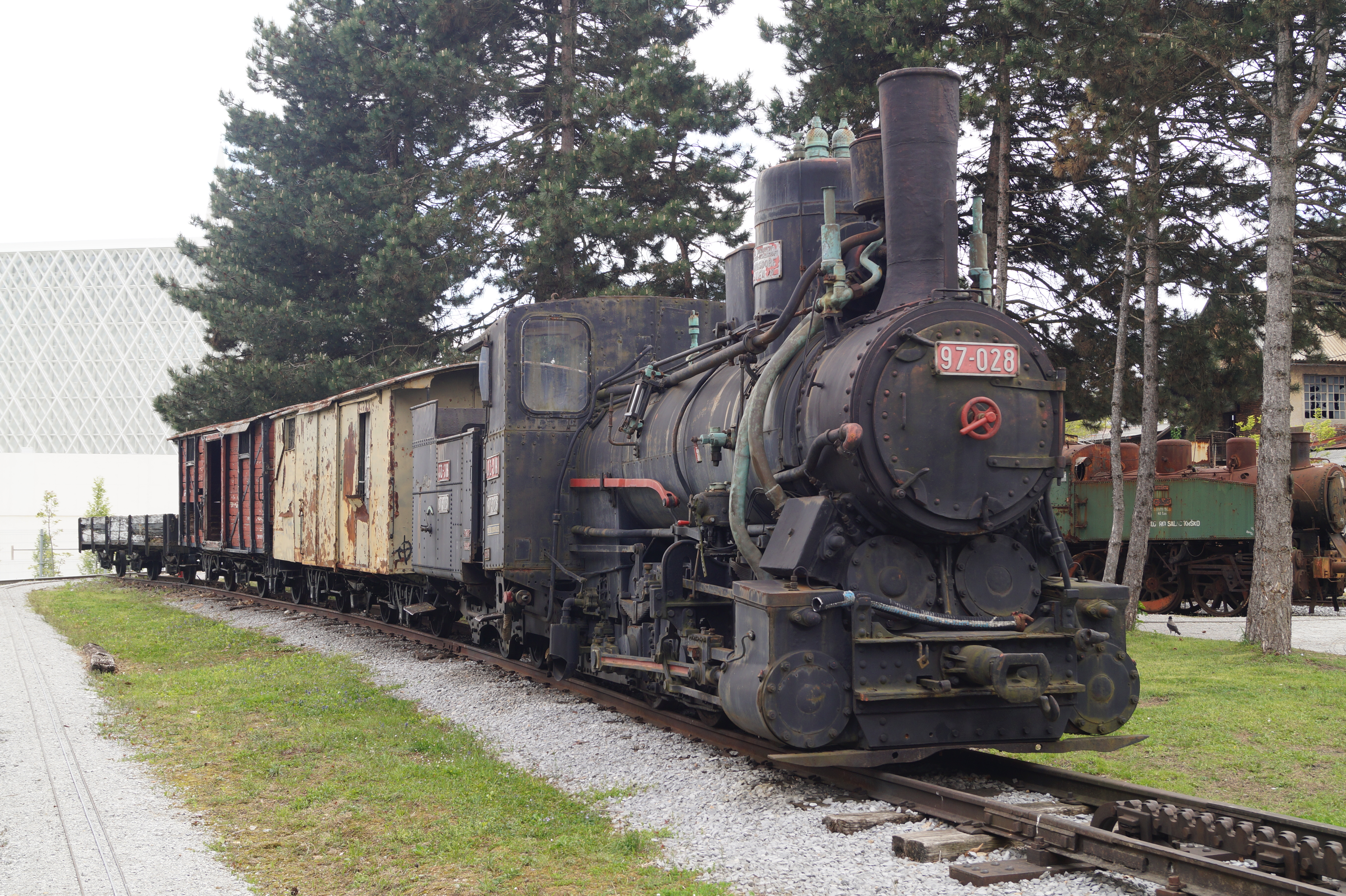
Schmalspurige Zahnradbahnlokomotive der Reihe 97